# Rondeletia holdridgei
Rondeletia holdridgei är en måreväxtart som beskrevs av Attila L. Borhidi. Rondeletia holdridgei ingår i släktet Rondeletia och familjen måreväxter. Inga underarter finns listade i Catalogue of Life.